# Jean Vuillaume
Cet article possède un paronyme, voir Jean Guillaume.
Pour les articles homonymes, voir Vuillaume.
Jean Vuillaume est un homme politique français, né le 21 mai 1897 à Saint-Claude dans le Jura et mort le 28 décembre 1980 à Verdun dans la Meuse.
Il est membre de la première et de la seconde Assemblée nationale constituante, et est député de la Meuse de 1946 à 1951.

## Biographie
Jean Vuillaume naît le 21 mai 1897 à Saint-Claude dans le Jura, où il fait ses études secondaires. Alors qu'il se prépare à passer le baccalauréat dans un pensionnat catholique en Suisse, il est mobilisé en 1916 à cause de la Première Guerre mondiale. Il occupe sur le front la fonction de chasseur à pied, et prend part aux batailles de Verdun et des Flandres. Étant blessé deux fois par des éclats d'obus, il reçoit la Croix de guerre avec 4 citations, ainsi que la Médaille militaire et la Légion d'honneur à titre militaire. Durant la guerre, Jean Vuillaume perd ses parents, une de ses sœurs, ainsi qu'un frère mort sur le front. 
Le 11 février 1920, il épouse Marie-Irma Charlet, une paysanne de la Meuse. Il prend ensuite en charge une exploitation agricole, à Dannevoux. Il devient le père de 8 enfants, nés entre 1924 et 1935. 
Durant la Seconde Guerre mondiale, grâce à sa connaissance de la langue allemande, il participe à la Résistance en falsifiant des papiers d'identité, en aidant à l'évasion de prisonniers et en cachant un Polonais recherché par la Gestapo.
Après la guerre, Jean Vuillaume se présente aux élections cantonales d'octobre 1945 dans le canton de Montfaucon-d'Argonne et gagne dès le premier tour. Il s'inscrit alors au MRP, qui le place en tête de liste dans le département de la Meuse lors des élections législatives de 1945.
En 1945, 1947, 1950 et 1951, il s'inscrit à la « commission de la famille, de la population et de la santé publique », et en 1946, 1948 et 1951 il s'inscrit à celle de l'agriculture. Il propose essentiellement des textes ayant un rapport avec l'agriculture.
En 1951, après avoir perdu son siège de député de la Meuse, il continue cependant à être conseiller général jusqu'en 1954. Il est également conseiller municipal de la ville de Dannevoux de 1947 à 1965.